# Claus Ahlefeldt
 Der er flere personer med dette navn, se Claus Ahlefeldt (flertydig).
Claus (von) Ahlefeldt (født 2. september 1614 på Gelting Gods, død januar 1674) var en holstensk adelsmand, der blev dansk generalfeltmarskal.
Claus Ahlefeldt var søn af Carl Ahlefeldt til Koselau og Beate Rantzau, og blev som 19-årig hofjunker hos Christian IV og blev i 1643 trolovet med dennes yngste datter, Elisabeth Sophie (de blev gift i 1648 og hun døde i 1654). Ahlefeldt udmærkede sig under Torstensson-krigen, og efter Freden i Brømsebro blev han lensmand på Kalø og chef for hæren. Efter Christian IV's død mistede han begge disse poster, men sluttede sig til Frederik III, og da denne fik udmanøvreret "svogerpartiet" (der var grupperet omkring Corfitz Ulfeldt og Hannibal Sehested), fik Ahlefeldt igen indflydelse.
Under Anden Karl Gustav-krig blev han kaldet til København efter Ulrik Christian Gyldenløves død, og under Stormen på København 1659 udmærkede han sig, og efter traditionen dræbte han med sin partisan den første svenske officer, der kom over volden.
Efter freden blev han højestbefalende i Norge. Han giftede sig anden gang med Anna Hedevig Buchwald, der fødte ham flere børn.
| Efterfulgte: ? | Kommanderende general i Norge 1661 - 1665 | Efterfulgtes af: Ulrik Frederik Gyldenløve |

- Wikimedia Commons har flere filer relateret til Claus Ahlefeldt